# Nicolaes Willingh
Nicolaes Willingh o Wieling o Wielings o Wielinck (L'Aia, 1640 circa – Berlino, 23 marzo 1678) è stato un pittore, decoratore d'interni olandese.

## Biografia
Era cognato di Anthony de Haen e padre del pittore Pieter Willingh.
Nel 1661 entrò a far parte della Confrerie Pictura. Tra il 1664 e il 1665 lavorò alla decorazione del Senato al Binnenhof assieme al suocero Andries de Haen. In particolare Willingh dipinse tutte le figure visibili attraverso oculi contro il cielo dipinto, mentre de Haen si occupò della realizzazione degli elementi decorativi. Nel 1667 fu nominato pittore di corte del principe elettore Federico Guglielmo I di Brandeburgo.
Dipinse principalmente soggetti storici, paesaggi, figure e teste.
Furono suoi allievi Robbert Duval, Louis Michiel e Augustinus Terwesten.